# USS Anderson (DD-411)
USS Anderson (DD-411) byl americký torpédoborec třídy Sims. Russell mimo jiné bojoval v bitvě v Korálovém moři, bitvě u Midway, bitvy u východních Šalomounů, bitvě u ostrovů Santa Cruz, během vylodění na Kwajaleinu a v bitvě u Leyte. Torpédoborec v pořádku přečkal válku a byl potopen 1. července 1946 během jaderného testu „Able“ na atolu Bikini. Tento jaderný výbuch byl součástí Operace Crossroads.